# Nokia N8
Nokia N8 – telefon komórkowy (smartfon) z pojemnościowym ekranem dotykowym. Jest to pierwszy na świecie telefon z kolejną wersją systemu Symbian. Premiera telefonu miała miejsce w listopadzie 2010 roku. W 2011 roku powstał pierwszy pełnometrażowy film fabularny  Olive, do którego zdjęcia wykonano w całości tym telefonem.
Telefon ma wbudowany aparat 12 MPx z ksenonową lampą błyskową, moduł GPS (w tym AGPS) oraz związany z tym projekt, który łączy elementy serwisów społecznościowych z GPS i kompasem, HSDPA oraz Wi-Fi.
Nokia N8 jest drugim modelem firmy Nokia wyposażonym w ekran pojemnościowy (poprzednio była to Nokia X6).

## Najważniejsze cechy i funkcje
- System operacyjny: Symbian^3, Symbian Anna, Symbian Belle.
- Procesor ARM 11 (taktowanie: 680 MHz).
- Wbudowana pamięć wewnętrzna 16 GB.
- Wbudowany aparat 12 Mpx AF (optyka firmy Carl Zeiss) z ksenonową lampą błyskową.
- Obsługa MIDP 3.0 umożliwiająca uruchamianie aplikacji Java.
- Szybki dostęp do internetu dzięki połączeniom 3G – HSDPA oraz HSUPA (3.5G) i WLAN IEEE802.11 b/g/n[5][6].
- Możliwość rozszerzenia pamięci poprzez karty microSD / microSDHC (maks. do 32 GB).
- Wbudowany klient e-mail działający z różnymi protokołami, także dla Lotus i Exchange.
- Nagrywanie wideo w formacie 16:9 z rozdzielczością HD 720p, rozmowy wideo (VGA).
- Trzy personalizowane ekrany główne (sześć w Symbian Belle)
- Maksymalna pamięć telefonu 48 GB
- Fabrycznie zainstalowane edytory dokumentów Office, edytor wideo i zdjęć.
- Odporne na zarysowania szkło Gorilla Glass
- Mapy Nokia z darmową nawigacją satelitarną, wbudowany moduł GPS z funkcją AGPS.
- Radio FM stereo z funkcją RDS.
- Nadajnik FM, umożliwiający np. słuchanie muzyki z telefonu przy pomocy radia samochodowego.
- Polecenia głosowe.
- Akcelerometr.
- Cyfrowy kompas wykorzystujący do działania wbudowany w telefonie magnetometr.
- Czujnik zbliżeniowy
- Czujnik oświetlenia zewnętrznego
- Dwa mikrofony (stereo i do aktywnego usuwania hałasu w tle)
- Wyjście TV (mini HDMI)

## Częstotliwość działania
- GSM / EDGE 850/900/1800/1900
- W-CDMA 850/900/1700/1900/2100

## Wymiary i waga
- Wymiary: 113,5 × 59 x 12,9 mm
- Masa telefonu (z baterią): 135 g
- Objętość: 86 cm³

## Wyświetlacz
- 3,5" – 640 × 360 pikseli – dotykowy, z matrycą AMOLED

## Aparat fotograficzny i kamera

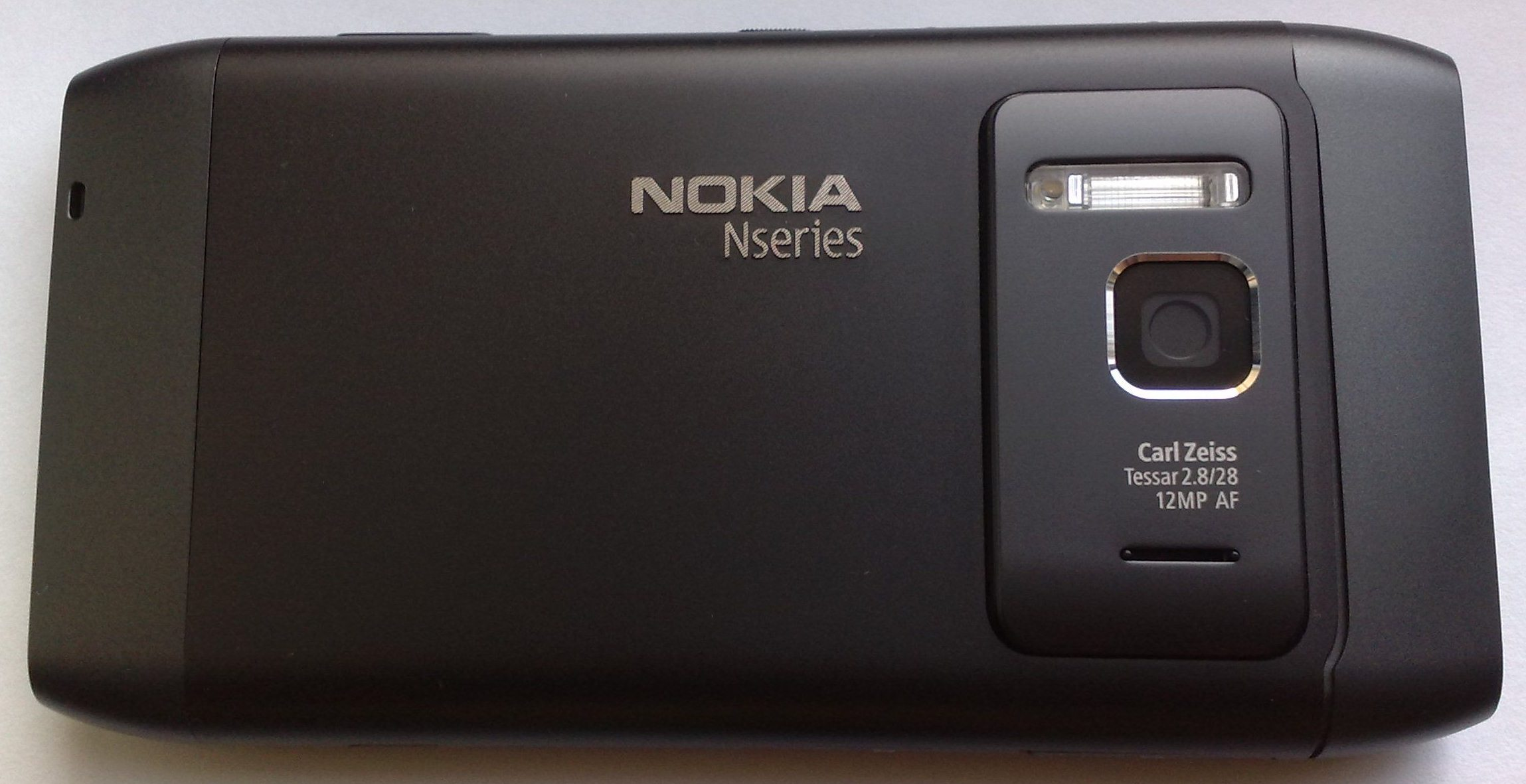

- Wbudowany aparat 12 Mpx AF (optyka firmy Carl Zeiss) z ksenonową lampą błyskową.
- Drugi aparat w przedniej części obudowy, o rozdzielczości 640 × 480 pikseli, do połączeń wideo.
- Nagrywanie wideo w formacie 16:9, w rozdzielczości HD (720p, 25 klatek/s przy użyciu kodeków H.264, MPEG-4)

### Zdjęcia wykonane Nokią N8

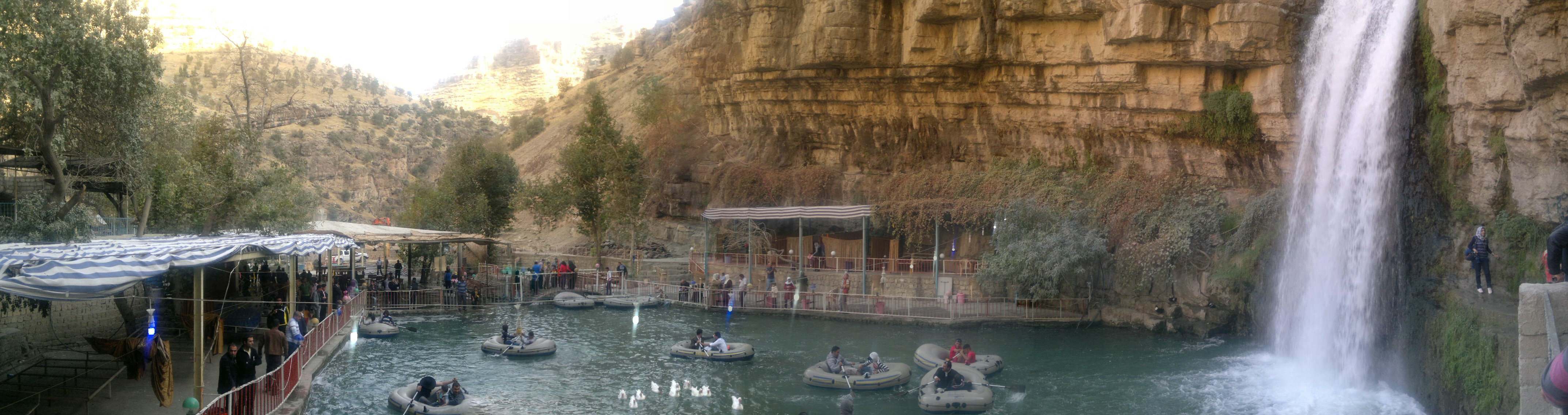
Panorama wykonana Nokią N8
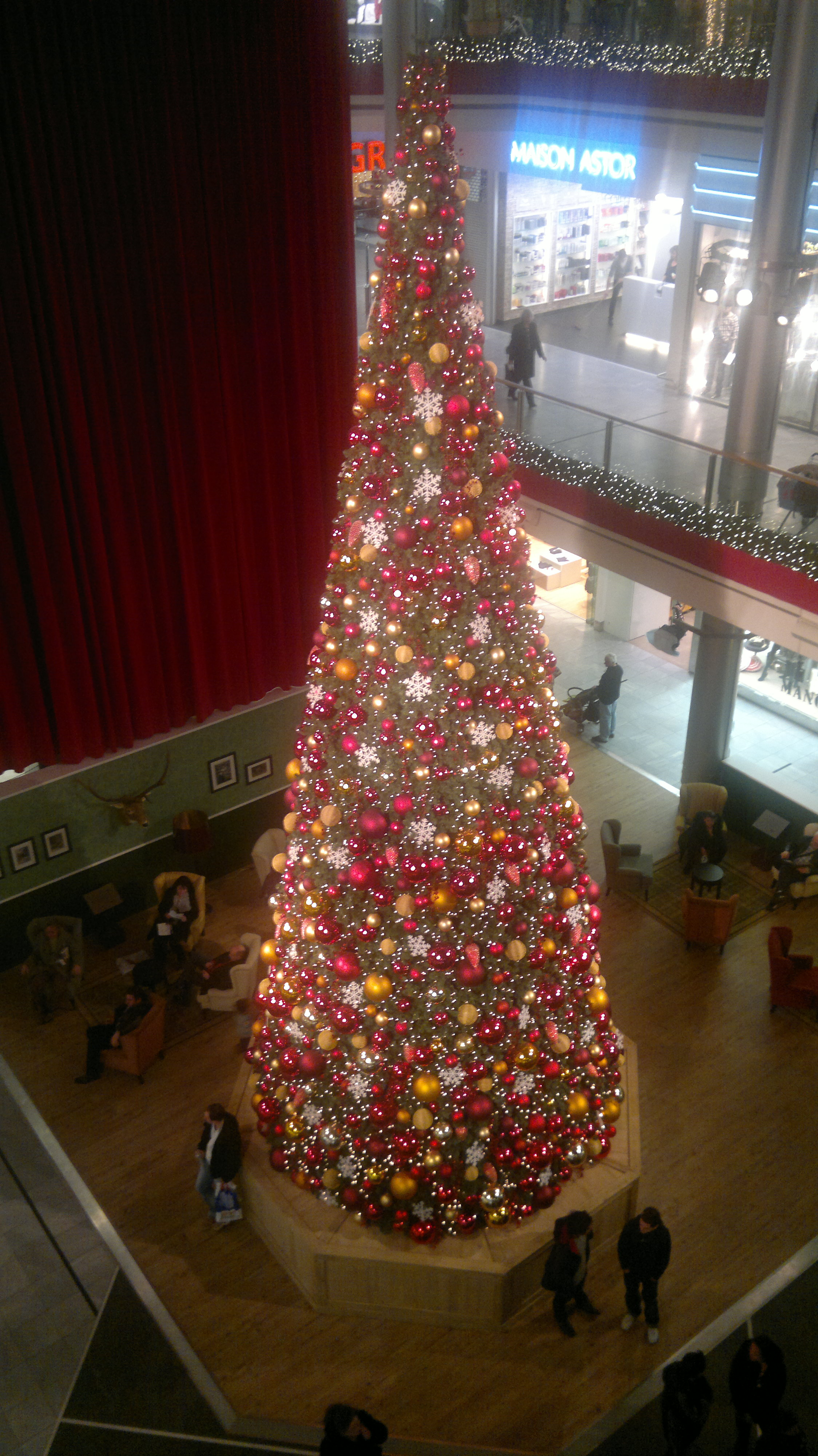
Zdjęcie choinki wykonane Nokią N8

## Muzyka
- Odtwarzacz plików muzycznych.
- Radio FM stereo z funkcją RDS
- Dyktafon.
- Odtwarzane formaty: MP3, WMA, AAC, WAV, eAAC, eAAC+, AMR-NB, AMR-WB.
- Obsługa DRM.
- Nadajnik FM.
- Stereofoniczny zestaw słuchawkowy WH-701 firmy Nokia (3,5 mm minijack).

## Łączność
- Możliwość łączenia się i wyszukiwania sieci WLAN (IEEE 802.11b/g/n).
- Obsługa standardu Bluetooth w wersji 3.0.
- Kabel do transmisji danych do HDMI Nokia CA-156.
- Kabel do transmisji danych do USB OTG Nokia CA-157.
- Kabel do transmisji danych Nokia CA-179.
- Wyjście słuchawkowe 3.5 mm minijack firmy Nokia.

## Transmisja danych
- GPRS / EGPRS (EDGE) (klasa B, wieloszczelinowa klasa 33).
- Maksymalna szybkość pobierania danych (HSDPA) – do 10,2 Mb/s
- Maksymalna szybkość wysyłania danych (HSUPA) – do 2 Mb/s
- Możliwość działania jako modem danych.

## Zasilanie
- Bateria litowo-jonowa BL-4D o pojemności 1200 mAh, umożliwiająca (według producenta) do 16 dni czuwania lub do 12 godzin rozmowy (w trybie GSM), do 16 dni czuwania lub do 5,8 godzin rozmowy (w trybie WCDMA), odtwarzanie wideo do 6 godzin (HDMI), nagrywanie wideo do 3,3 godzin, odtwarzanie muzyki do 50 godzin[5][6].
- Ładowarka Nokia AC-15 (złącze ładowarki 2 mm); możliwość ładowania baterii także za pomocą portu USB, np. w trakcie połączenia telefonu z komputerem za pomocą kabla USB.